# بوساته
بوساته (به ایتالیایی: Buscate) یک کومونه در ایتالیا است که در استان میلان واقع شده‌است.

## خصوصیات
بوساته ۷٫۸۳ کیلومترمربع مساحت و ۴٬۸۲۲ نفر جمعیت دارد.